# سيدي احمد الحاج (اجبابرة)
سيدي احمد الحاج هي إحدى مشيخات المملكة المغربية، تتبع جغرافيا لإقليم تاونات وإداريًا لاجبابرة. يقدر عدد سكانها بـ 7358 نسمة حسب الإحصاء الرسمي للسكان والسكنى لسنة 2004.